# Charles Rau
Charles-Frédéric Rau (Bouxwiller, Bajo Rin, 1803 - París, 1877) fue un jurista francés.

## Historia
Estudió Derecho en la facultad de Estrasburgo donde presentó su tesis en 1823 y se doctoró en 1826. Colaboró en varios trabajos con Charles Aubry. Una de sus obras que escribieron en conjunto fue Curso de derecho civil de acuerdo con el método de Zachariae. 
Fue, junto con el mencionado jurista Charles Aubry, uno de los jurisconsultos que ejercieron una gran influencia en Dalmacio Vélez Sarsfield en su redacción del Código Civil argentino.